# بلنتسی
بلنتسی (به بلغاری: Belentsi) یک منطقهٔ مسکونی در بلغارستان است که در شهرستان لوکوویت واقع شده‌است.